# Delorina
Delorina est le nom d'un cultivar de pommes mieux connu sous son nom commercial Harmonie.

## Description
Pomme de forme tronconique vert-jaune striée et lavée de rouge sur la moitié aux trois quarts de sa hauteur.
Chair ferme, croquante, juteuse et sucrée.

## Origine
1995, Création Georges Delbard, disponible dans de nombreuses jardineries.

## Parenté
La pomme Delorina résulte du croisement Blushing Golden grifer x Quérina® florina.

## Pollinisation
Groupe de pollinisation: D.
Ses pollinisateurs sont Malus Golden Gem, Régali, Cybèle, Delbard Jubilé, Delbartardive, Delbardivine,.

## Maladies
Cette variété possède une résistance génétique à la tavelure, mais elle est sensible à l'oïdium.
Elle est donc appropriée aux petits jardins familiaux où les traitements ne sont pas systématiques. 

## Culture
De vigueur forte avec un port étalé, l'arbre est de mise à fruits rapide avec une forte productivité mais un calibre insuffisant en l'absence d'éclaircissage.
Cette variété est demi-tardive avec maturité acquise dans la seconde moitié d'octobre.
Les pommes se conservent jusque mi-février.